# Vicariat apostolique d'Arabie septentrionale
Le vicariat apostolique d'Arabie septentrionale (en latin : vicariatus apostolicus Arabiae Septentrionalis) ou vicariat apostolique d'Arabie du Nord (en anglais : apostolic vicariate of Northern Arabia) est une église particulière de l'Église catholique, dépendant directement du Saint-Siège. Son siège est la ville de Koweït.

## Territoire
Le vicariat apostolique d'Arabie septentrionale couvre quatre pays de la péninsule Arabique : le Koweït, l'Arabie saoudite, Bahreïn et le Qatar.

## Histoire
La préfecture apostolique du Koweït est érigée le 29 juin 1953, par la constitution apostolique Quemadmodum dispensator du pape Pie XII, par partition de vicariat apostolique d'Arabie.
Par la constitution apostolique Quandoquidem Christi du 2 décembre 1954, Pie XII élève la préfecture apostolique au rang de vicariat apostolique, sous le nom de vicariat apostolique du Koweït.
Sous le pontificat de Benoît XVI, par le décret Bonum animarum du 31 mai 2011, la Congrégation pour l'évangélisation des peuples place l'Arabie saoudite, Bahreïn et le Qatar sous la juridiction du vicariat apostolique qui prend le nom de vicariat apostolique d'Arabie septentrionale.
En août 2012, le vicariat apostolique décide de transférer son siège de Koweït à Bahreïn, afin de faciliter l'organisation de réunions catholiques au Moyen-Orient.
Le vicariat regroupe plus d'un million de catholiques émigrés des Philippines, d'Inde, du Sri Lanka. Le vicariat assure donc un service liturgique selon cinq rites et en douze langues.

## Cathédrale
La cathédrale de la Sainte-Famille de Koweït, dédiée à la Sainte Famille, est la cathédrale du vicariat apostolique. Elle a été consacrée le 16 mars 1961. À la suite de la décision de transférer le siège épiscopal à Bahreïn, une nouvelle cathédrale est en préparation dont le terrain est offert par le roi du Bahreïn, elle s'appellera Notre Dame d'Arabie.

## Ordinaires

### Préfet apostolique du Koweït (1953-1954)
- 1953-1954 : Ubaldo Teofano Stella, OCD

### Vicaires apostolique du Koweït (1954-2011)
- 1954-1966 : Ubaldo Teofano Stella, OCD
- 1966-1976 : vacant
  - 1966-1976 : Victor León Esteban San Miguel y Erce, OCD, administrateur apostolique
- 1976-1981 : Victor León Esteban San Miguel y Erce, OCD
- 1981-2005 : Francis George Adeodatus Micallef, OCD
- 2005-2011 : Camillo Ballin, MCCI

### Vicaire apostolique d'Arabie septentrionale (depuis 2011)
- 2011 - † 2020 : Camillo Ballin (en), MCCI
- 2023 - : Aldo Berardi, O.SS.T.